# Louise Wener
Pour les articles homonymes, voir Wener.
Louise Jane Wener (30 juillet 1966, Gants Hill, à Londres, Angleterre) est la chanteuse du groupe défunt de britpop Sleeper. Depuis la fin du groupe, elle a notamment embrassé une nouvelle carrière de romancière.

## Carrière musicale
- Voir la page sur son groupe : Sleeper

## L'aprèsSleeper
Wener a écrit trois romans :
- Goodnight Steve McQueen
- The Big Blind (renommé The Perfect Play)
- The Half Life of Stars

Elle donne également des cours d'écriture de romans.